# 秦石邨

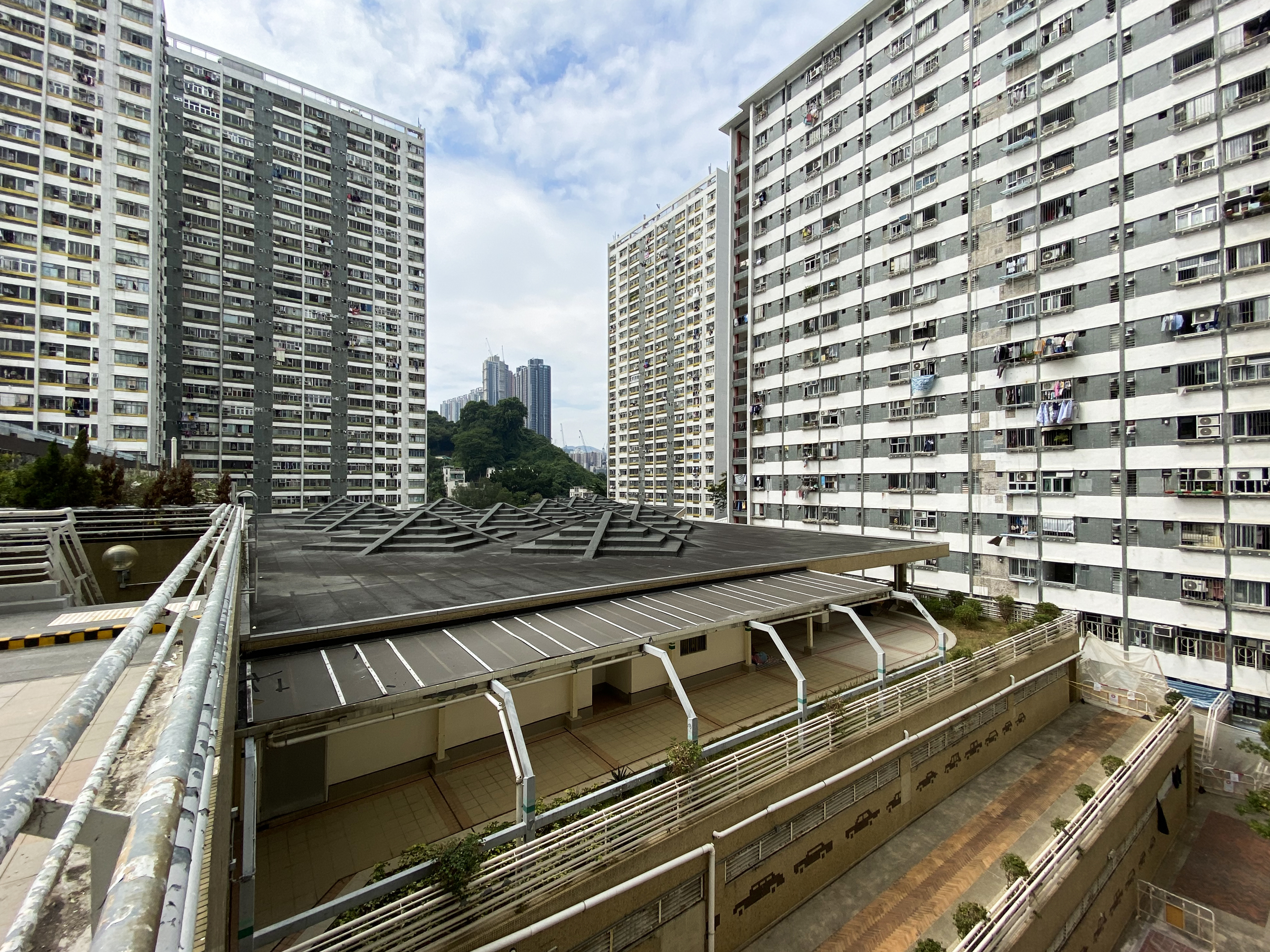
秦石商場天台特色天花

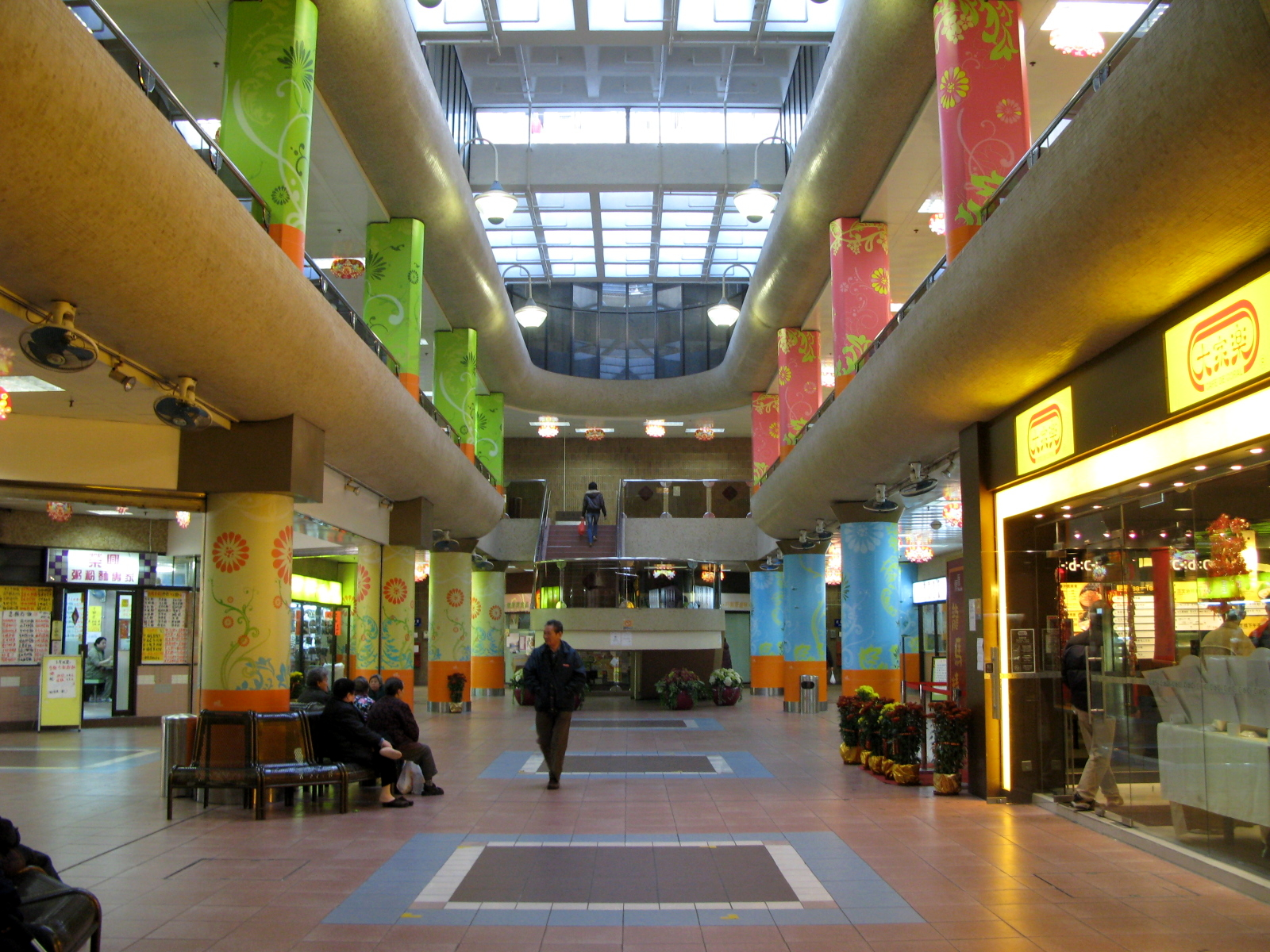
秦石商場

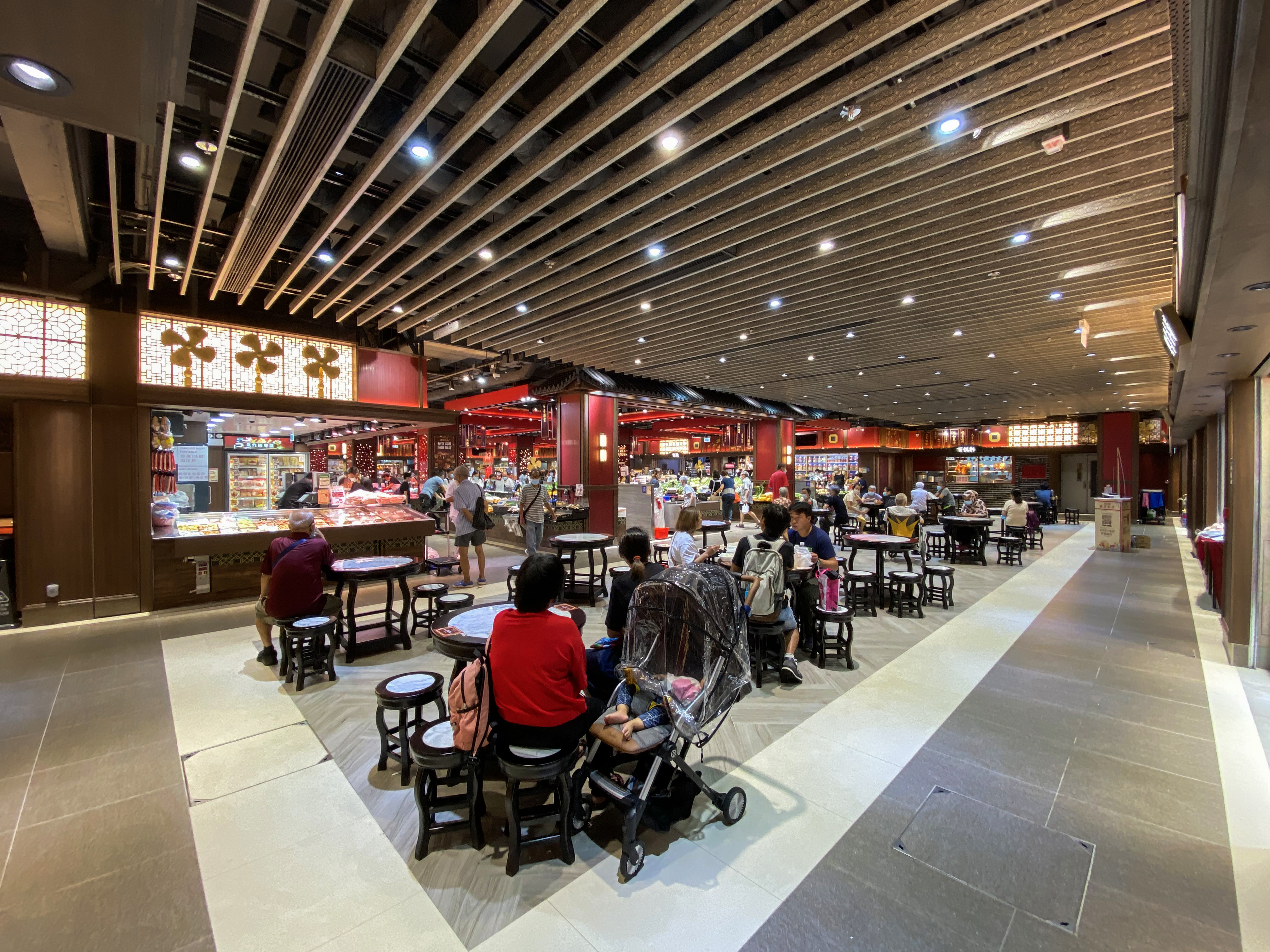
2021年翻新後的秦石街市以車公廟和古典中式建築元素為主題

秦石邨（英語：Chun Shek Estate，原名「沙田頭邨」）是香港的一個公共屋邨，位於新界沙田區沙田頭，共有四座大廈，已列入擴展市區配屋區內，於1984年落成，原址是沙田頭田寮。秦石邨因邨旁圓山上的蟾蜍石之雅稱而得名。

## 屋邨資料

### 樓宇
| 樓宇名稱（座數） | 樓宇類型                           | 落成年份 | 樓層 （住宅層數） | 每層伙數                         | 每座單位總數（伙） | 承建商   | 以前採用的升降機廠商 | 現時採用的升降機廠商 | 期數 |
| ---------------- | ---------------------------------- | -------- | ----------------- | -------------------------------- | ------------------ | -------- | -------------------- | -------------------- | ---- |
| 石玉樓（第1座）  | 舊長型 （中央走廊式，連接F+連接C） | 1984年   | 19（17）          | 20（3樓） 43（4樓） 61（5-19樓） | 978                | 德利建築 | 乘賓(Sabiem)         | 星瑪                 | 1    |
| 石暉樓（第2座）  | 單座工字型 （第二代）              | 1984年   | 26（25）          | 14（14樓） 15（其餘樓層）        | 374                | 德利建築 | 乘賓(Sabiem)         | 星瑪                 | 1    |
| 石晶樓（第3座）  | 雙連座工字型 （第二代）            | 1984年   | 26（25）          | 14（14樓） 15（其餘樓層）        | 374                | 德利建築 | 乘賓(Sabiem)         | 星瑪                 | 1    |
| 石瑩樓（第7座）  | 雙連座工字型 （第二代）            | 1984年   | 28（27）          | 14（14樓） 15（其餘樓層）        | 404                | 德利建築 | 乘賓(Sabiem)         | 星瑪                 | 3    |

（註：秦石邨第二期（4-6座）的三座Y2型樓宇石基樓、石明樓及石瑩樓在落成前改為居屋出售，並命名為豐盛苑；其中石瑩樓名字在本邨其中一座雙連座工字型大廈中拆分重用。上述座號是以房屋署Estate Property的記錄為依歸。）
商場則採用迅達之升降機產品。

## 教育及福利設施
香港房屋委員會在興建豐盛苑和秦石邨，亦同時興建了1間中學及2間小學，分別為：

### 中學
- 天主教郭得勝中學

### 小學
已搬遷至美林邨
- 宣道會陳元喜小學

已結束
- 佛教明珠學校 (已於2009年殺校，到2014年由天主教郭得勝中學及沙田循道衞理中學共同租用。)

### 幼稚園
已結束
- 秦石村懷恩幼稚園（1983年創辦）（位於石暉樓地下）

### 特殊幼兒中心
- 協康會秦石中心 （页面存档备份，存于）（位於石玉樓地下11-18A室）

### 成人訓練中心
- 扶康會秦石成人訓練中心 （页面存档备份，存于）（1987年創辦）（位於石瑩樓地下，宿舍則位於禾輋邨泰和樓地下）

## 屋邨設施

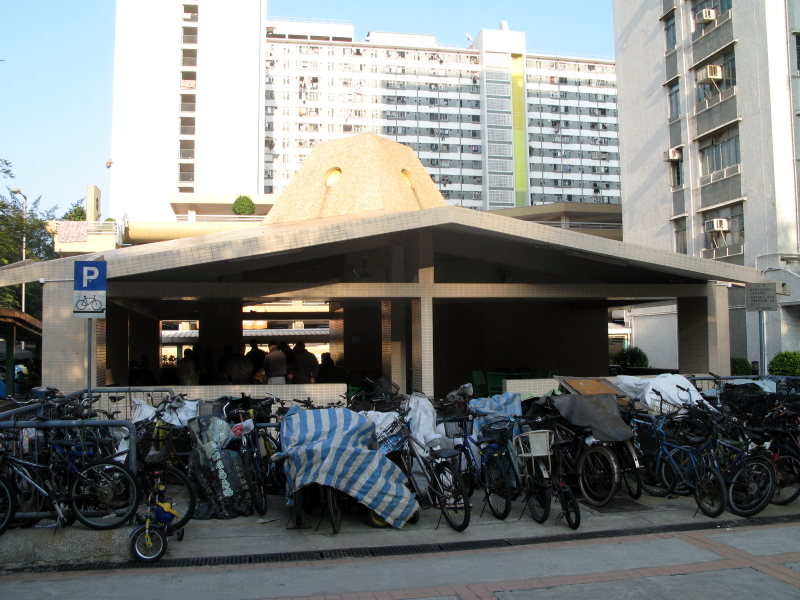
涼亭及單車停泊處（涼亭於1996年由大牌檔改建而成）

秦石邨內設有不少設施，包括多層停車場、中型商場、一間幼稚園、一間特殊學校及社區會堂。商場外設有巴士總站，商場樓高兩層，設有大家樂、麥當勞、薩莉亞、補習社、惠康超級市場、麵包店、茶樓、雜貨店和提款機，另設通道前往秦石街市。而商場中庭在1980年代曾經設有水景設計，但到1990年代已經消失。
2018年，基滙資本購入秦石商場。
2021年初，秦石街市進行翻新，到同年7月中重新開幕，以車公廟和古典中式建築元素為主題，活化後的街市新增營業至凌晨的小食街及中式酒樓。
屋邨還設有兩個羽毛球場及兩個兒童遊樂場。

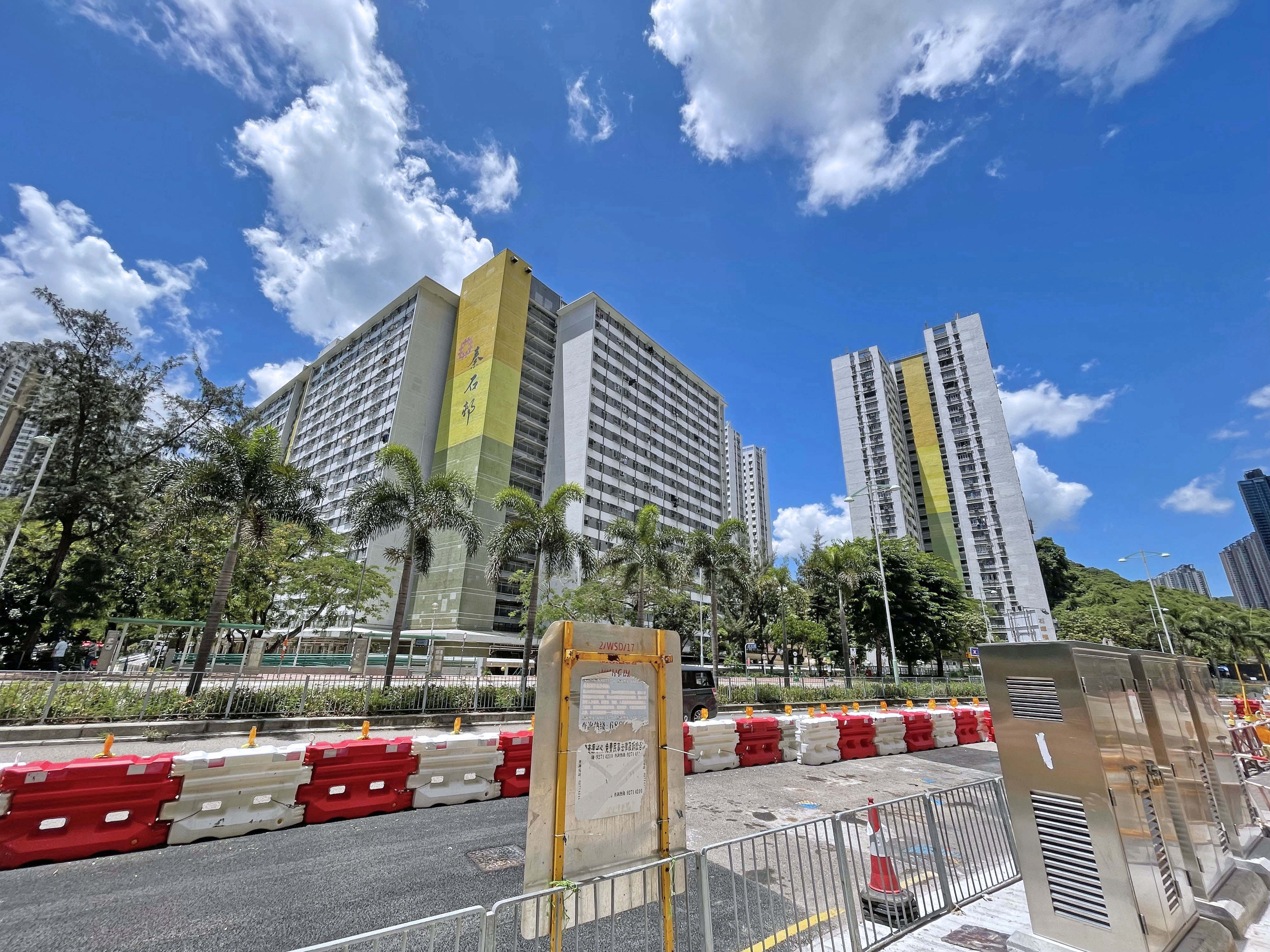
石玉樓及石暉樓
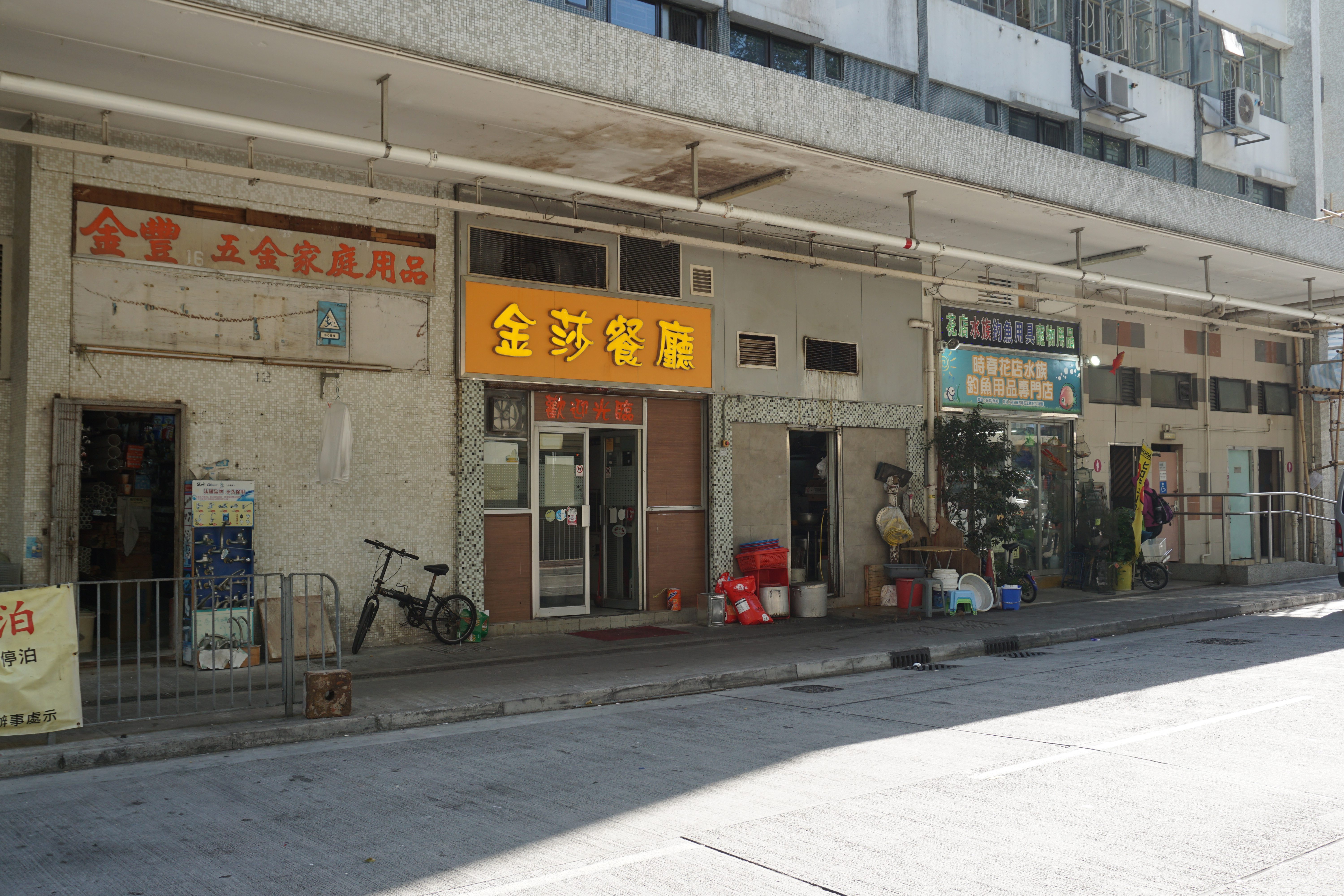
2017年的石玉樓地舖，到2021年已經改為秦石街市後門和7-11便利店
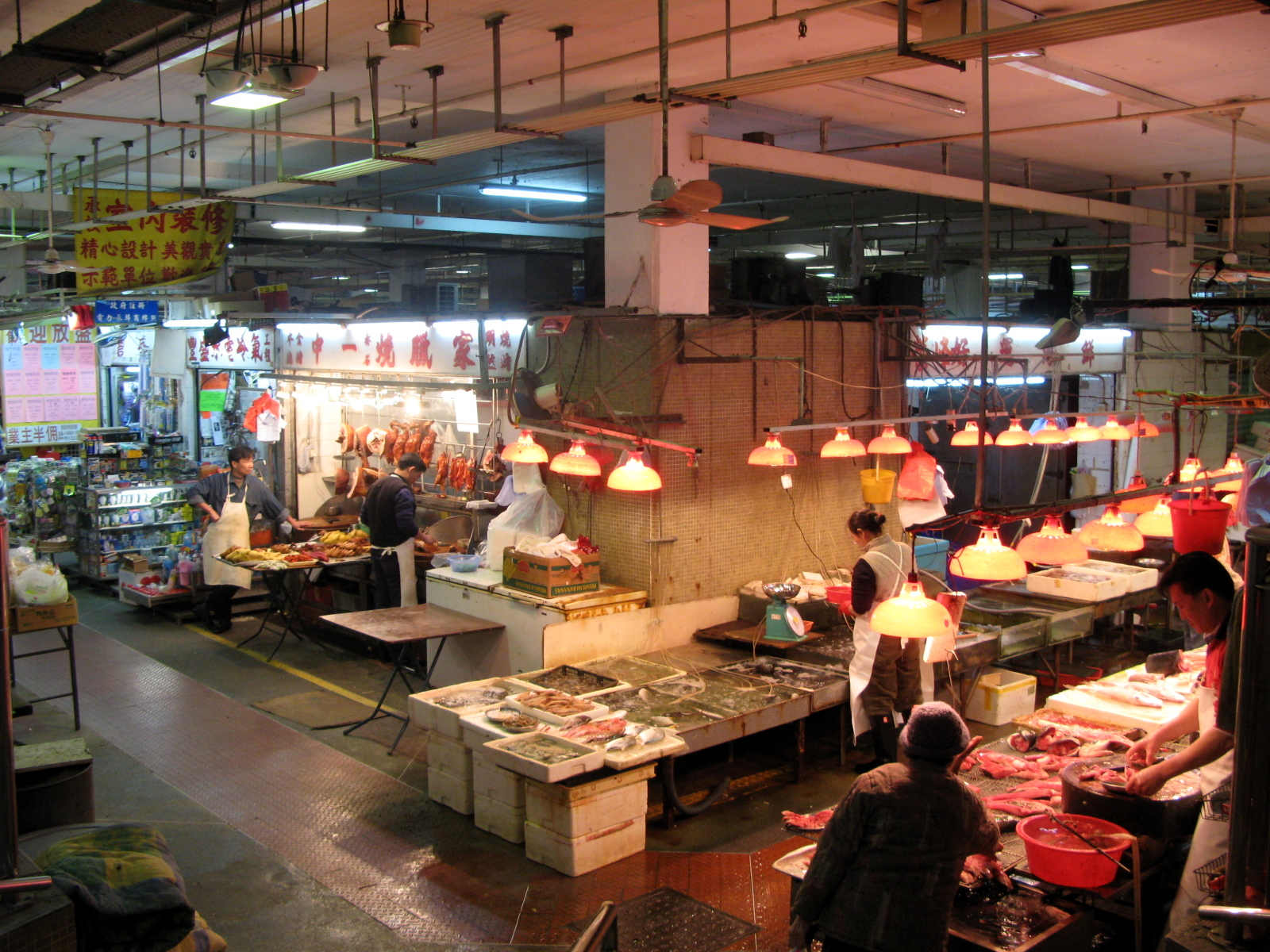
翻新前秦石街市內貌（壹）
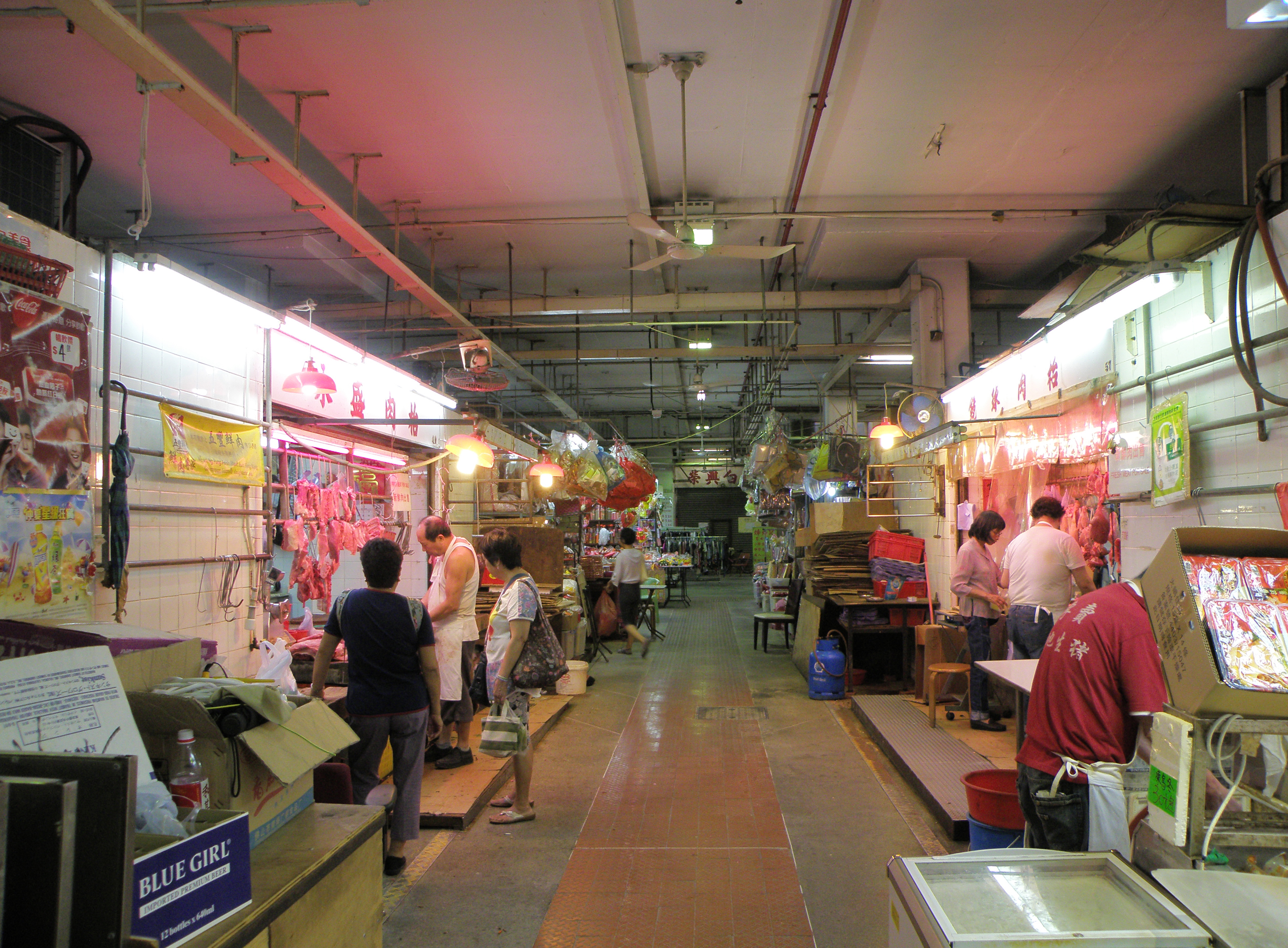
翻新前秦石街市內貌（貳）
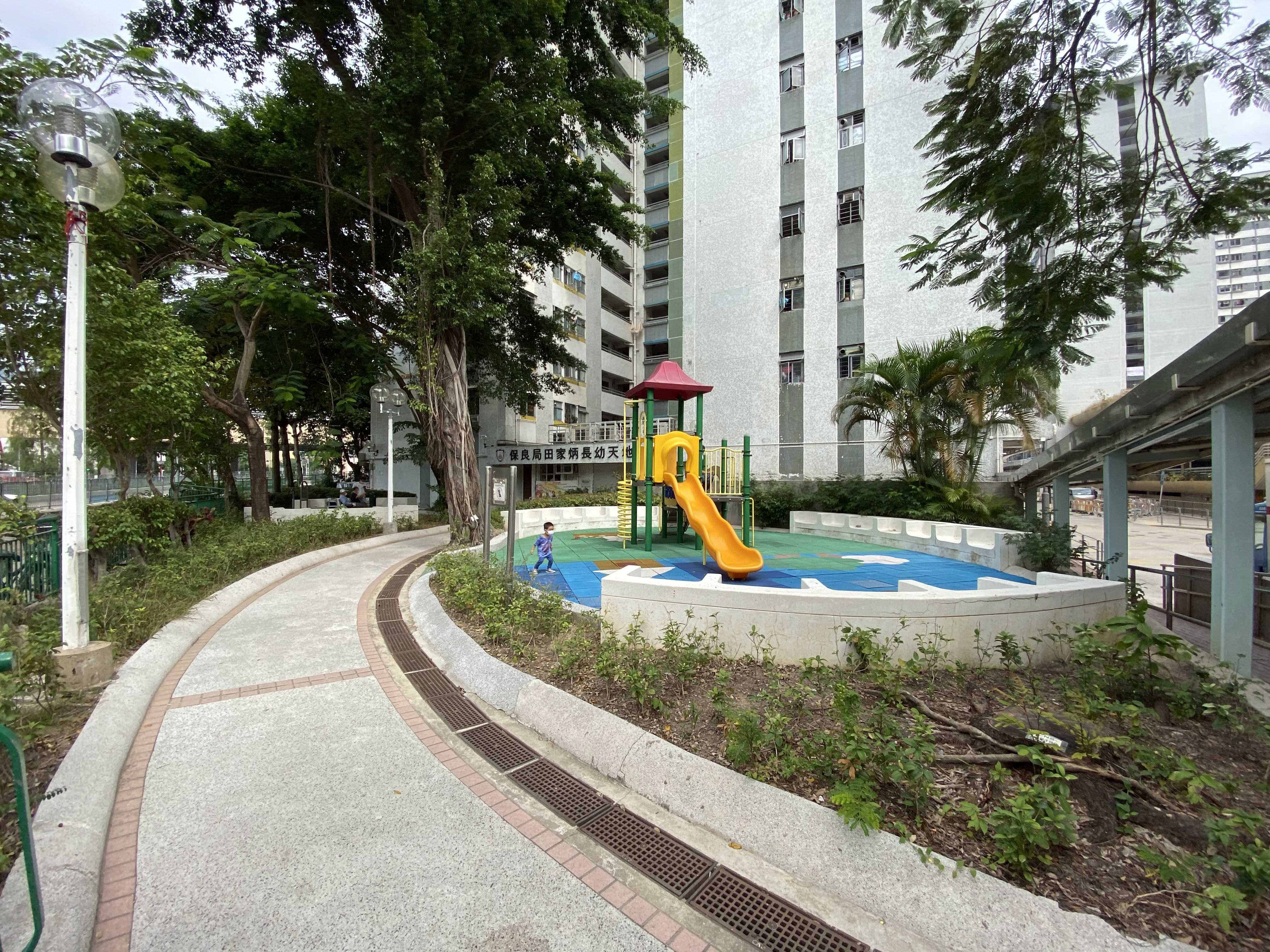
兒童遊樂場
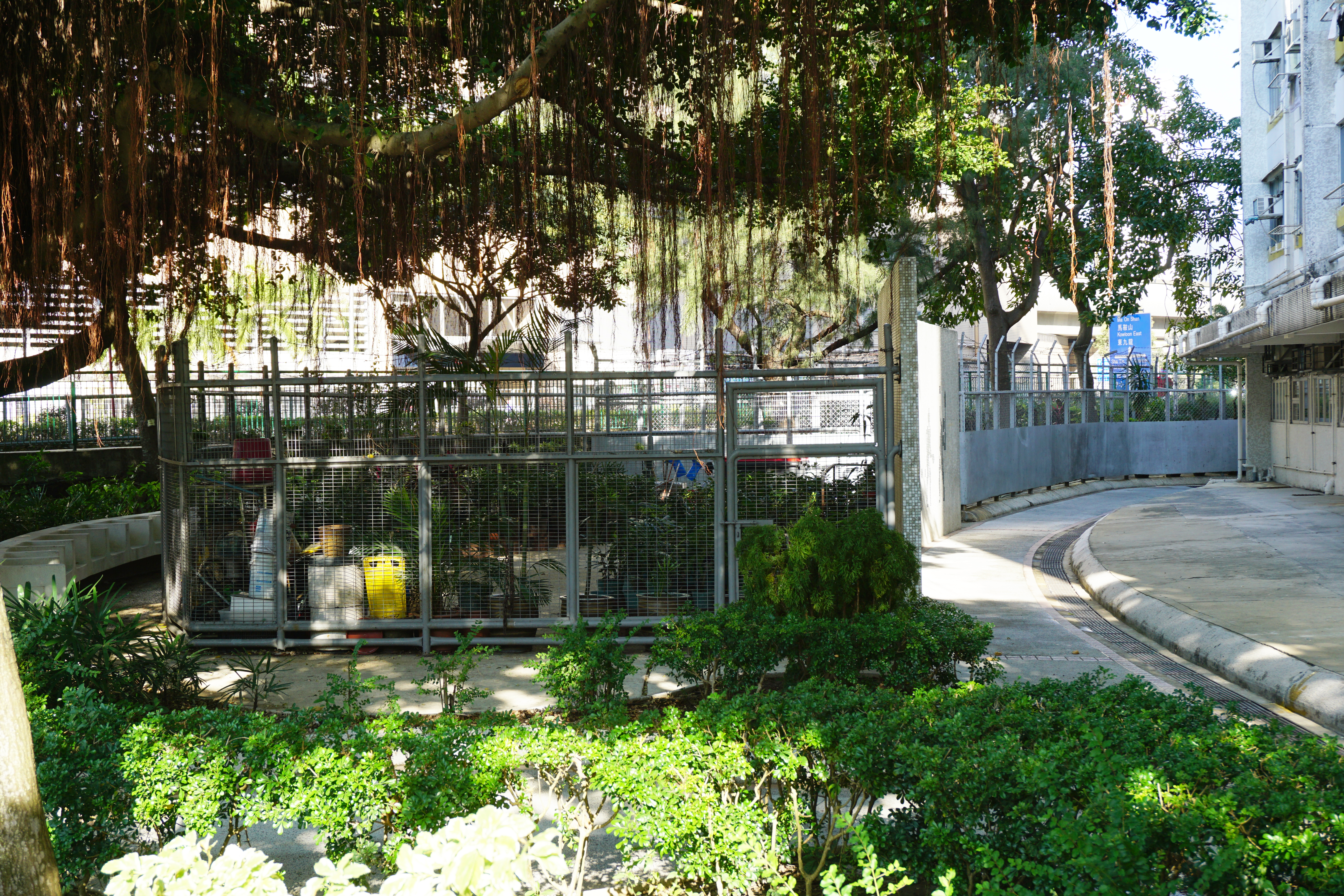
園圃
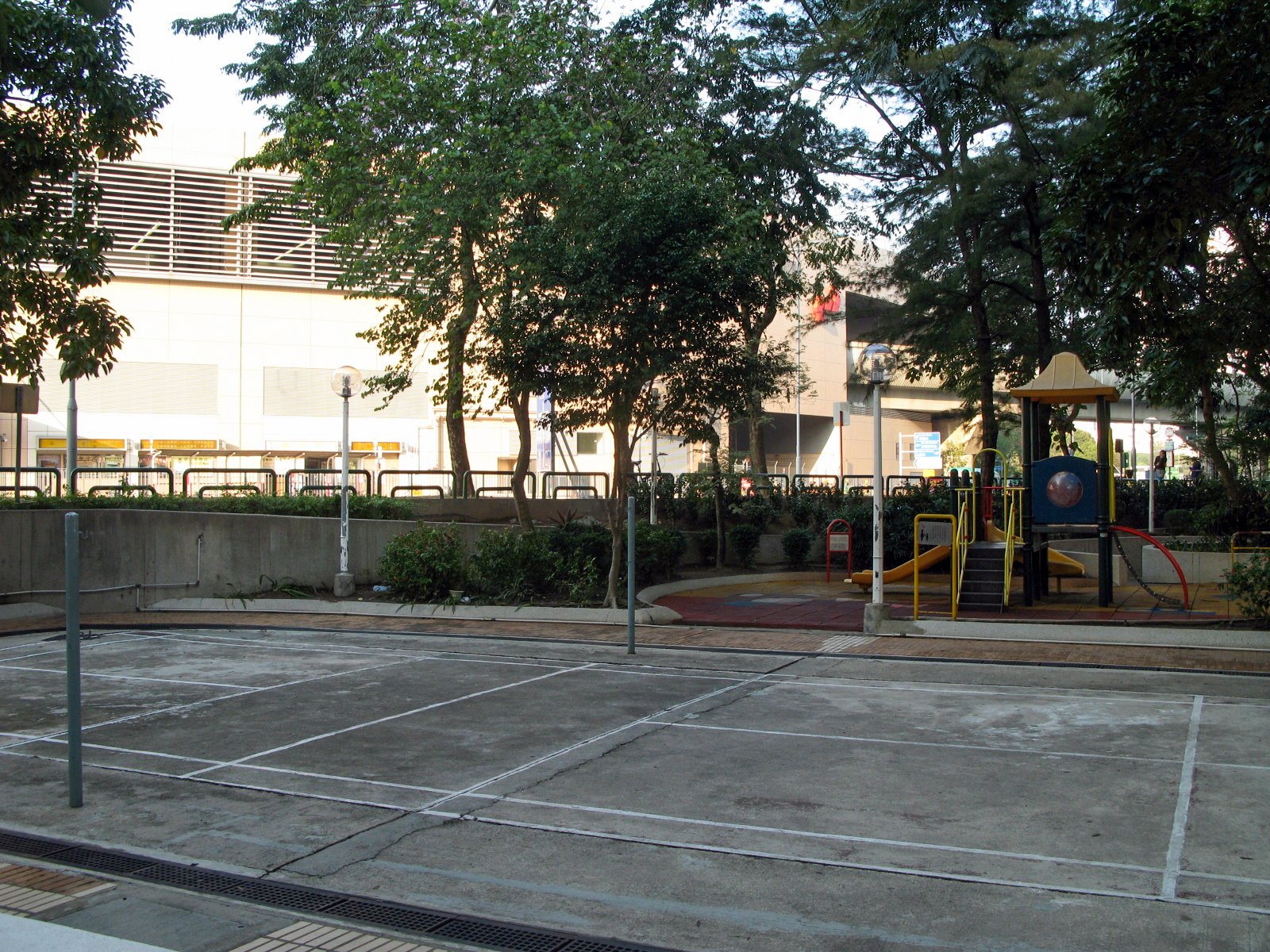
羽毛球場及滑梯
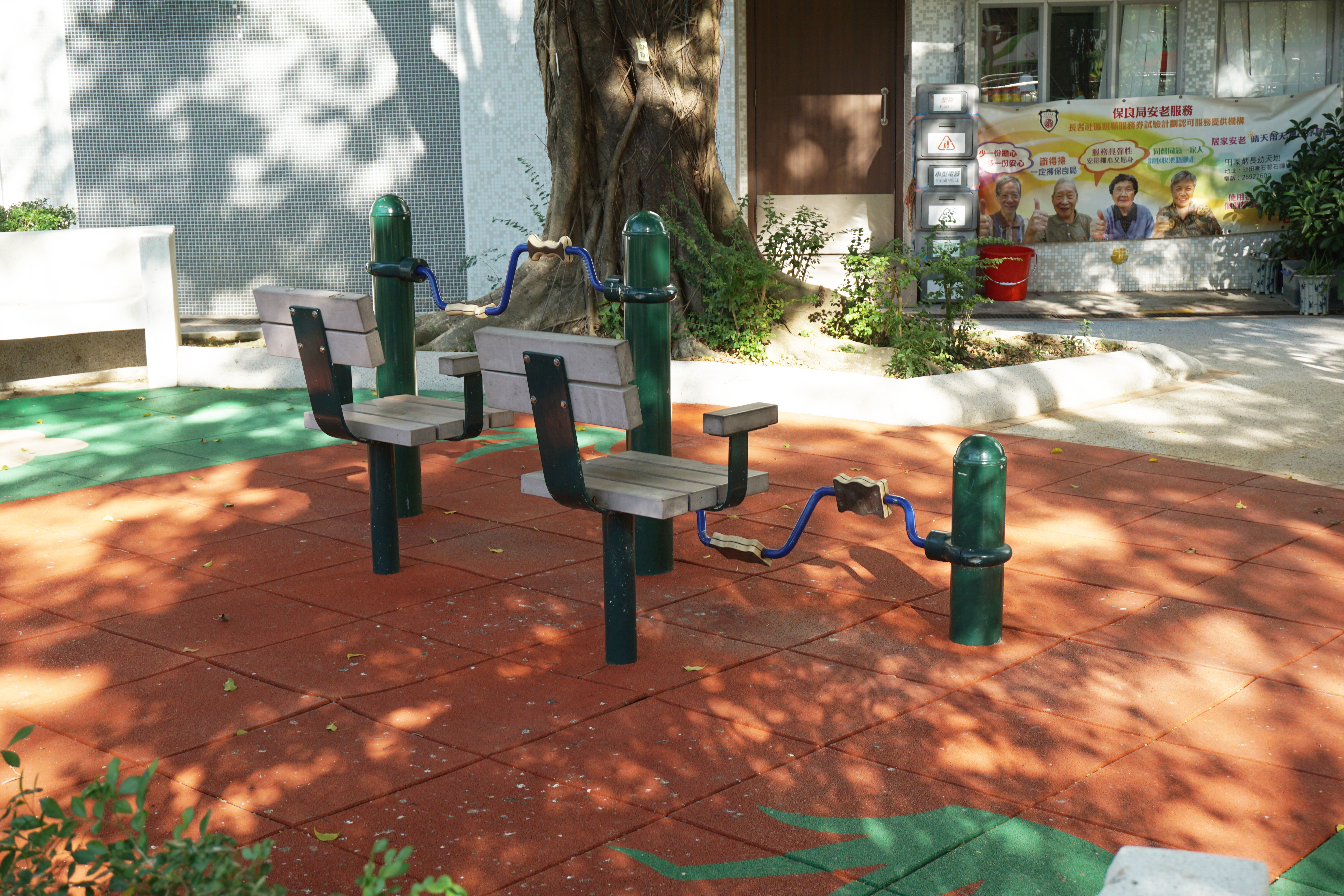
關節鍛鍊器
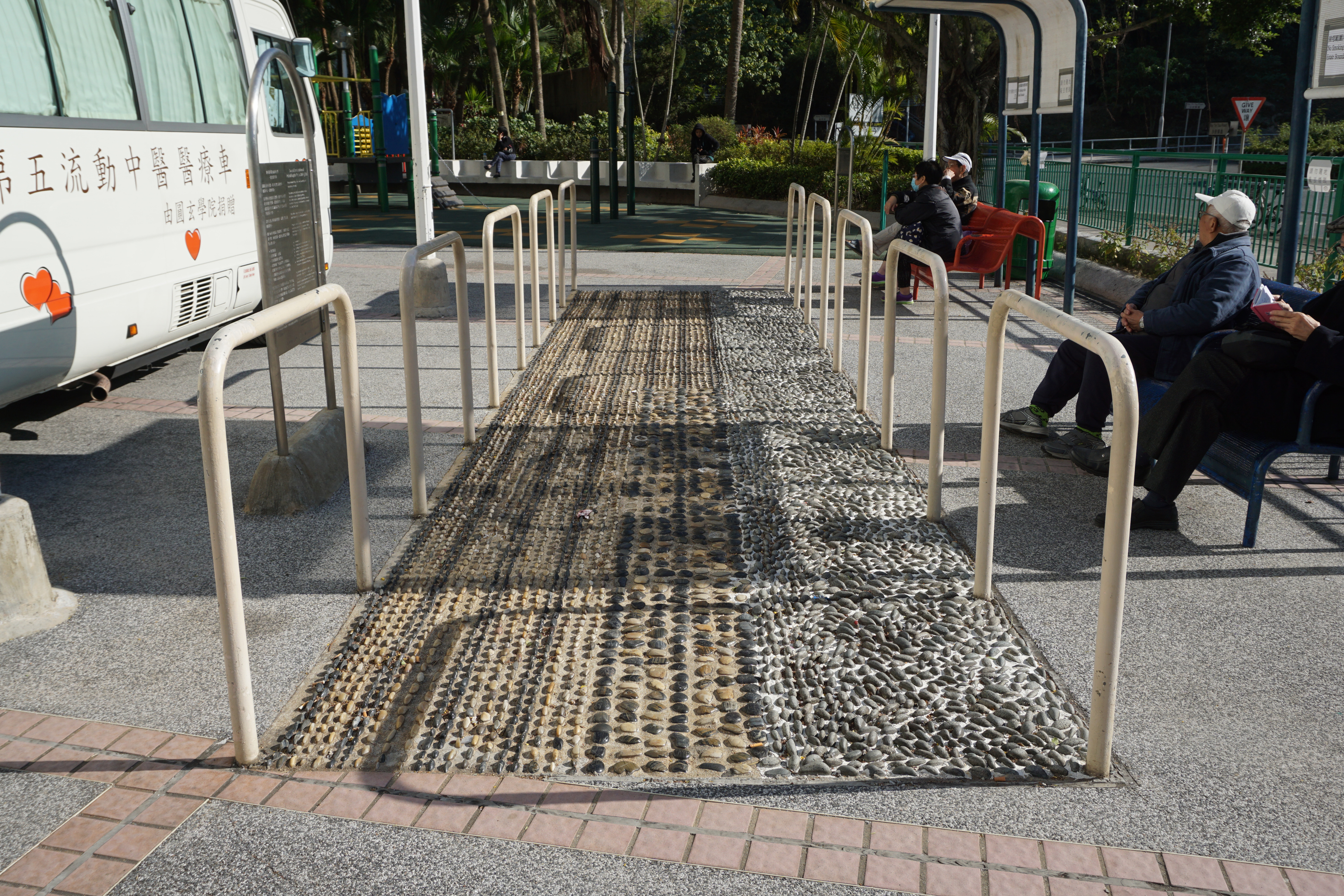
卵石路步行徑
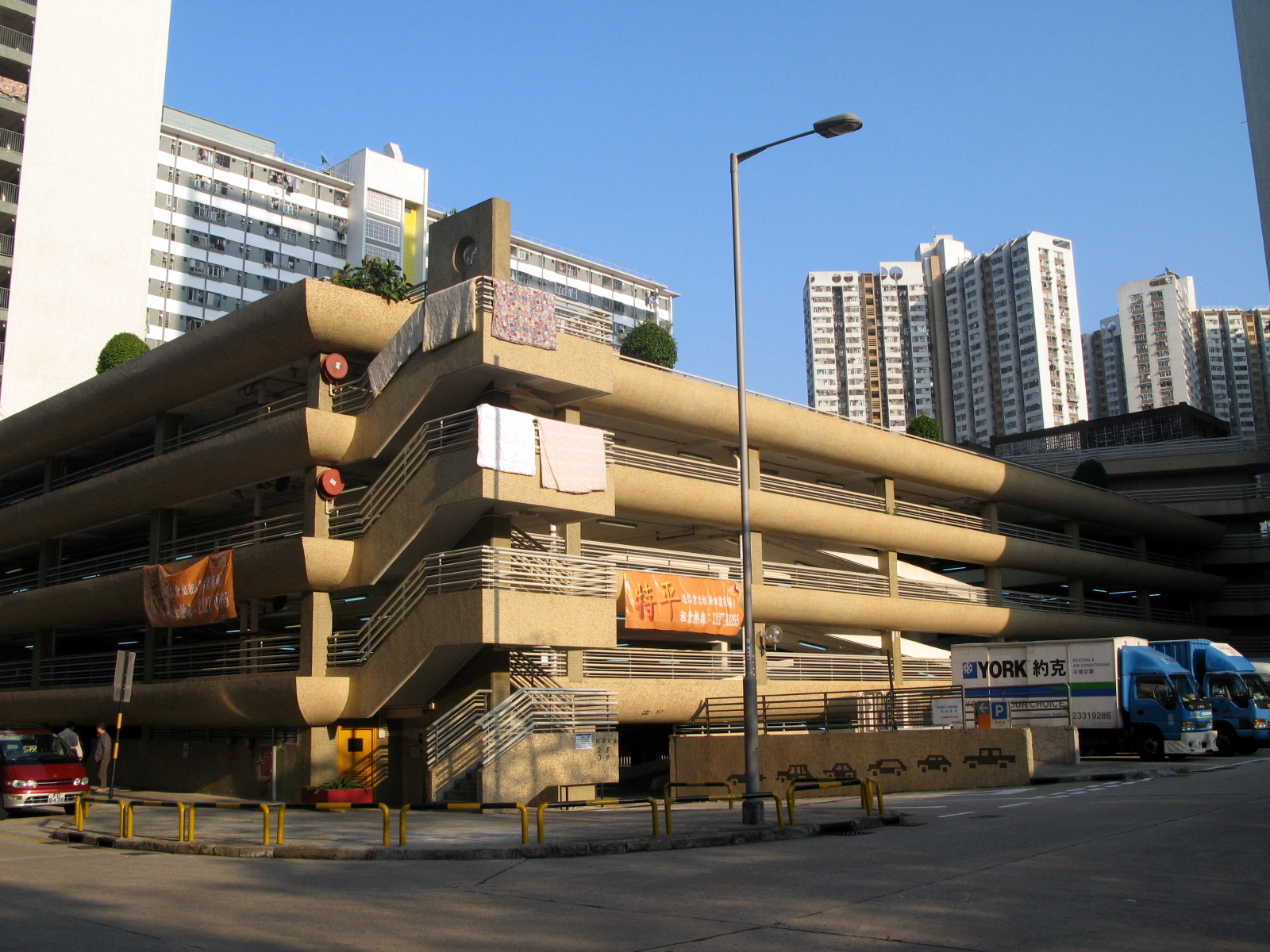
停車場
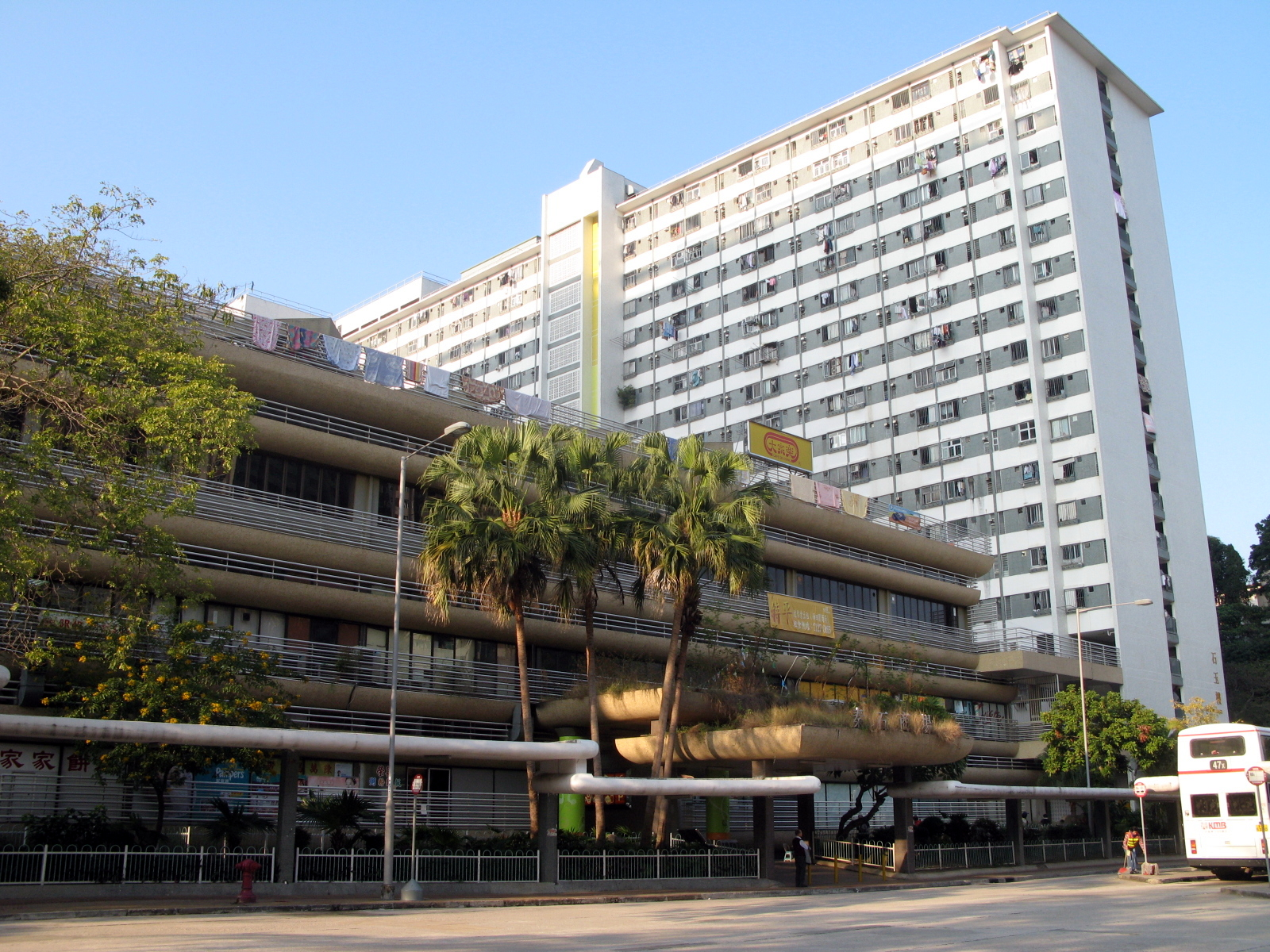
秦石商場鄰近巴士總站